# Terenzo
Terenzo est une commune italienne de la province de Parme, dans la région Émilie-Romagne.

## Administration
| Période                                  | Période | Identité | Étiquette | Qualité |
| ---------------------------------------- | ------- | -------- | --------- | ------- |
|                                          |         |          |           |         |
| Les données manquantes sont à compléter. |         |          |           |         |

### Hameaux
Bardone, Boschi di Bardone, Case Castellani, Cassio, Castello, Castello di Casola, Cazzola, Corniana, Goiano, Lesignano Palmia, Lughero, Palmia, Puilio, Selva Grossa, Stazione Bocchetto, Villa, Villa di Casola, Viola.

### Communes limitrophes
Berceto, Calestano, Fornovo di Taro, Sala Baganza, Solignano.